# Велиева, Шаргия Акпер кызы
Шаргия Акпер кызы Велиева (азерб. Şərqiyyə Əkbər qızı Vəliyeva, 1 июля 1936, Пичанис, Лачинский район, Азербайджанская ССР, СССР) — Герой Социалистического Труда (1966). Депутат Верховного Совета Азербайджанской ССР 7 и 8 созывов. Мать-героиня.

## Биография
Родилась 1 июля 1936 года в крестьянской семье в селе Пичанис Лачинского района Азербайджанской ССР (ныне Азербайджана).
После окончания средней школы в 1949 году, вступила в колхоз имени Кирова, в котором стала работать дояркой. Участвовала во Всесоюзной выставке ВДНХ. Отличилась при выполнении плановых заданий VII пятилетки, получив от каждой коровы по теленку и надоив от каждой коровы 7400 литров молока, а также выполнила план IX пятилетки за 3 года и 10 месяцев.
Указом Президиума Верховного Совета СССР от 22 марта 1966 года за достигнутые успехи в развитии животноводства, увеличении производства и заготовок молока Велиевой Шаргие Акпер кызы присвоено звание Героя Социалистического Труда с вручением ордена Ленина и золотой медали «Серп и Молот».
В 1971 году Велиевой присвоено звание Матери-героини. Всего у Шаргии Велиевой было 11 детей — 5 сыновей и 6 дочерей. Трое сыновей погибли в боях на Карабахской войне.
C 1993 года проживает в селе Зумюрхан Бардинского района.
Активно участвовала в общественно-политической жизни Азербайджана. В 1952 году вступила в ВЛКСМ и в 1965 году — в КПСС, с 1997 года член партии Новый Азербайджан. Избиралась депутатом Верховного Совета Азербайджанской ССР 7-го и 8-го созывов.
С 2002 года президентский пенсионер.

## Награды
- медаль «Серп и Молот» (22.03.1966);
- два ордена Ленина (22.03.1966, 06.09.1973);
- два ордена Октябрьской Революции (08.04.1971, 14.02.1975);
- орден Трудового Красного Знамени;
- орден Дружбы народов (23.02.1981);
- орден «Знак Почёта»;
- 2 золотые, 1 серебряная и 2 бронзовые медали ВДНХ.